# Poás (canton)
Poás est le nom d'un canton dans la province d'Alajuela au Costa Rica. Le chef-lieu du canton est la ville de San Pedro. Il tire son nom du volcan Poás.

## Géographie
Le canton est situé dans le sud-est de la province d'Alajuela, au sein de la Vallée Centrale.

## Composition
Le canton de Poás est divisé en 5 districts (population en 2000) :